# Vloeipapier (verpakkingsmateriaal)
Vloeipapier voor verpakkingen wordt ook wel zijdepapier, tissue papier of zijdevloeipapier genoemd en wordt gebruikt voor het verpakken van niet-krasbestendige of breekbare artikelen, zoals glas, sieraden, porselein en aardewerk in te verpakken en als opvulpapier.
Ook wordt het gebruikt als knutsel- en werkmateriaal op de basisscholen of bij creatieve vaardigheden voor volwassenen.
Het materiaal wordt uit zijdevezels gemaakt, waardoor het zacht aanvoelt. Door artikelen hiermee in te pakken worden eventuele beschadigingen voorkomen. Het is verkrijgbaar in verschillende kleuren, waardoor het tevens geschikt is voor verpakking van breekbare cadeaus.